# Pseudozizeeria opalina
Pseudozizeeria opalina är en fjärilsart som beskrevs av Gustave Arthur Poujade 1885. Pseudozizeeria opalina ingår i släktet Pseudozizeeria och familjen juvelvingar. Inga underarter finns listade.